# La Gimond
La Gimond är en kommun i departementet Loire i regionen Auvergne-Rhône-Alpes i centrala Frankrike. Kommunen ligger i kantonen Chazelles-sur-Lyon som tillhör arrondissementet Montbrison. År 2022 hade La Gimond 278 invånare.

## Befolkningsutveckling
Antalet invånare i kommunen La Gimond
| Referens: INSEE |